# Eudromia
Eudromia I. Geoffroy Saint-Hilaire, 1832 è un genere di uccelli  della famiglia dei Tinamidi.

## Tassonomia
Comprende 2 specie:
- Eudromia elegans Geoffroy Saint-Hilaire, 1832 - martinetta dal ciuffo
- Eudromia formosa (Lillo, 1905) - martinetta del quebracho